# Mùa bão Tây Bắc Thái Bình Dương 2002
Mùa bão Tây Bắc Thái Bình Dương 2002 là một mùa bão hoạt động mạnh, với một số lượng lớn xoáy thuận nhiệt đới tác động đến Nhật Bản và Trung Quốc. Trong tất cả các tháng đều có ít nhất một xoáy thuận nhiệt đới hoạt động, dù vậy hầu hết trong đó tập trung vào giai đoạn từ tháng 7 đến hết tháng 10. Tổng cộng có tất cả 37 áp thấp nhiệt đới chính thức hoặc không chính thức, 26 trong số chúng trở thành những cơn bão nhiệt đới, 15 đạt cấp độ bão cuồng phong, và 8 đạt cấp độ siêu bão.
Mùa bão bắt đầu sớm với cơn bão đầu tiên hình thành vào ngày 10 tháng 1 trên vùng biển phía Đông Philippines, bão Tapah. Hai tháng sau, bão Mitag trở thành siêu bão Tây Bắc Thái Bình Dương đầu tiên từng được ghi nhận trong tháng 3. Trong tháng 6, bão Chataan đã trút một lượng mưa lớn xuống khu vực Liên bang Micronesia, làm chết 48 người và trở thành thiên tai chết chóc nhất trong lịch sử tại Chuuk. Chataan sau đó đã gây tổn thất lớn tại Guam trước khi tấn công Nhật Bản. Trong tháng 8, bão Rusa đã trở thành cơn bão chết chóc nhất tại Hàn Quốc trong vòng 43 năm, với 238 người thiệt mạng cùng tổn thất là 4,2 tỉ USD. Sang tháng 10, Higos là cơn bão mạnh thứ ba tấn công Tokyo kể từ Thế Chiến thứ II. Cơn bão cuối cùng của mùa bão, Pongsona, là một trong những cơn bão gây tổn thất lớn nhất tại Guam từng được ghi nhận, với con số thiệt hại 700 triệu USD. Pongsona tan vào ngày 11 tháng 12.
Khu vực Tây Bắc Thái Bình Dương là một phần của Thái Bình Dương, với vị trí nằm về phía Bắc xích đạo và phía Tây đường đổi ngày quốc tế. Các cơn bão hình thành trên khu vực phía Đông đường đổi ngày quốc tế và phía Bắc xích đạo thuộc về mùa bão Đông Bắc Thái Bình Dương 2002. Bão nhiệt đới hình thành trên toàn Tây Bắc Thái Bình Dương sẽ được đặt tên bởi Cơ quan Khí tượng Nhật Bản (JMA). Áp thấp nhiệt đới được Trung tâm Cảnh báo Bão Liên hợp (JTWC) theo dõi sẽ có thêm hậu tố "W" phía sau số thứ tự của chúng. Áp thấp nhiệt đới trở lên hình thành hoặc di chuyển vào khu vực mà Philippines theo dõi cũng sẽ được đặt tên bởi Cục quản lý Thiên văn, Địa vật lý và Khí quyển Philippines (PAGASA). Đó là lý do khiến cho nhiều trường hợp, một cơn bão có hai tên gọi khác nhau. Với những cơn bão có hai tên gọi dưới đây, tên do PAGASA đặt được để trong ngoặc.

## Dự báo mùa bão
| Dự báo của TSR Ngày    | Số cơn bão          | Số áp thấp | Intense TCs | Chú thích  |
| ---------------------- | ------------------- | ---------- | ----------- | ---------- |
| Trung bình (1972–2001) | 26.3                | 16.4       | 7.9         | [ 2 ]      |
| 6 tháng 3 năm 2002     | 28.6                | 18.7       | 9.6         | [ 2 ]      |
| 5 tháng 4 năm 2002     | 29.6                | 19.8       | 9.8         | [ 2 ]      |
| 7 tháng 5 năm 2002     | 30.5                | 20.9       | 10.3        | [ 2 ]      |
| 7 tháng 6 năm 2002     | 30.8                | 21.1       | 10.5        | [ 2 ]      |
| 11 tháng 7 năm 2002    | 28.6                | 19.2       | 11.8        | [ 2 ]      |
| 6 tháng 8 năm 2002     | 28.4                | 19.0       | 11.5        | [ 2 ]      |
| Dự báo khác Ngày       | Trung tâm khí tượng | Số cơn bão | Số áp thấp  | Ref        |
| 7 tháng 5 năm 2002     | Chan                | 27         | 17          | [ 2 ]      |
| 28 tháng 6 năm 2002    | Chan                | 27         | 18          | [ 2 ]      |
|                        | Trung tâm khí tượng | Tổng       | Số cơn bão  | Số áp thấp |
| Thực tế:               | JMA                 | 43         | 26          | 15         |
| Thực tế:               | JTWC                | 33         | 26          | 17         |
| Thực tế:               | PAGASA              | 13         | 10          | 5          |

Vào ngày 6 tháng 3, các nhà khí tượng học đến từ University College London (Đại học London) đã đưa ra những dự báo về một mùa bão hoạt động mạnh hơn trung bình, do nhiệt độ nước biển trên bề mặt được dự kiến cao hơn một chút so với bình thường. Nhóm nghiên cứu sử dụng dữ liệu của Trung tâm Cảnh báo Bão Liên hợp (JTWC) và so sánh con số tiềm năng 28,6 cơn bão nhiệt đới với giá trị trung bình trong vòng 30 năm là 26,3. Sang tháng 4, họ nâng số lượng bão nhiệt đới dự báo lên 29,6; và đến tháng 5 là 30,5. Cuối cùng mùa bão kết thúc đã chứng minh con số dự đoán trên là quá cao so với thực tế. Phòng thí nghiệm Nghiên cứu Khí quyển tại Đại học Thành phố Hồng Kông cũng đã đưa ra một cái nhìn về mùa bão vào tháng 4 năm 2002, với dự báo số lượng 27 cơn bão nhiệt đới, sai số là 3 cơn; 11 trong số đó trở thành bão cuồng phong, sai số là 2. Cơ quan này lưu ý về một áp cao cận nhiệt đới mạnh hơn bình thường ngoài khơi Thái Bình Dương, cùng với những điều kiện El Niño phù hợp cho sự phát triển của bão, tuy nhiên dự kiến hoạt động của bão ở biển Đông sẽ ít hơn bình thường. Những dự báo này đã được chứng minh đa phần là chính xác.
Trong năm 2002, Cơ quan Khí tượng Nhật Bản (JMA) ban hành những thông báo về xoáy thuận nhiệt đới trên khu vực nằm về phía Bắc xích đạo và trải dài từ đường đổi ngày quốc tế đến bán đảo Mã Lai; với vai trò là Trung tâm Khí tượng Chuyên ngành Khu vực chính thức được Tổ chức Khí tượng Thế giới chỉ định vào năm 1989. JMA đưa ra những dự báo và phân tích sáu tiếng một lần tính từ nửa đêm (00:00 theo giờ UTC) bằng việc sử dụng phương pháp dự báo thời tiết số (NWP) và một mô hình dự báo xoáy thuận nhiệt đới. Để ước tính vận tốc gió duy trì liên tục trong 10 phút và áp suất khí quyển tối thiểu của một xoáy thuận, họ sử dụng NWP và kỹ thuật Dvorak. JTWC với trụ sở tại Trân Châu Cảng, Hawaii cũng đưa ra những cảnh báo về các cơn bão trên khu vực này, và họ cung cấp các dự báo phục vụ cho Lực lượng Quân đội Hoa Kỳ ở Ấn Độ Dương và Thái Bình Dương. Cơ quan này đã di chuyển cơ sở sao lưu dữ liệu từ Yokosuka, Kanagawa, Nhật Bản sang Monterey, California trong năm 2002. Ngay trước năm 2002, đã có một số nhà khí tượng học rời JTWC, dù vậy những nhà khí tượng học mới đã tự khắc phục sự thiếu kinh nghiệm của họ bằng cách dựa trên sự đồng thuận từ những mô hình dự báo khác nhau. Đây cũng là năm mà JTWC bắt đầu thử nghiệm việc dự báo trước một khoảng thời gian là năm ngày.

## Tóm lược

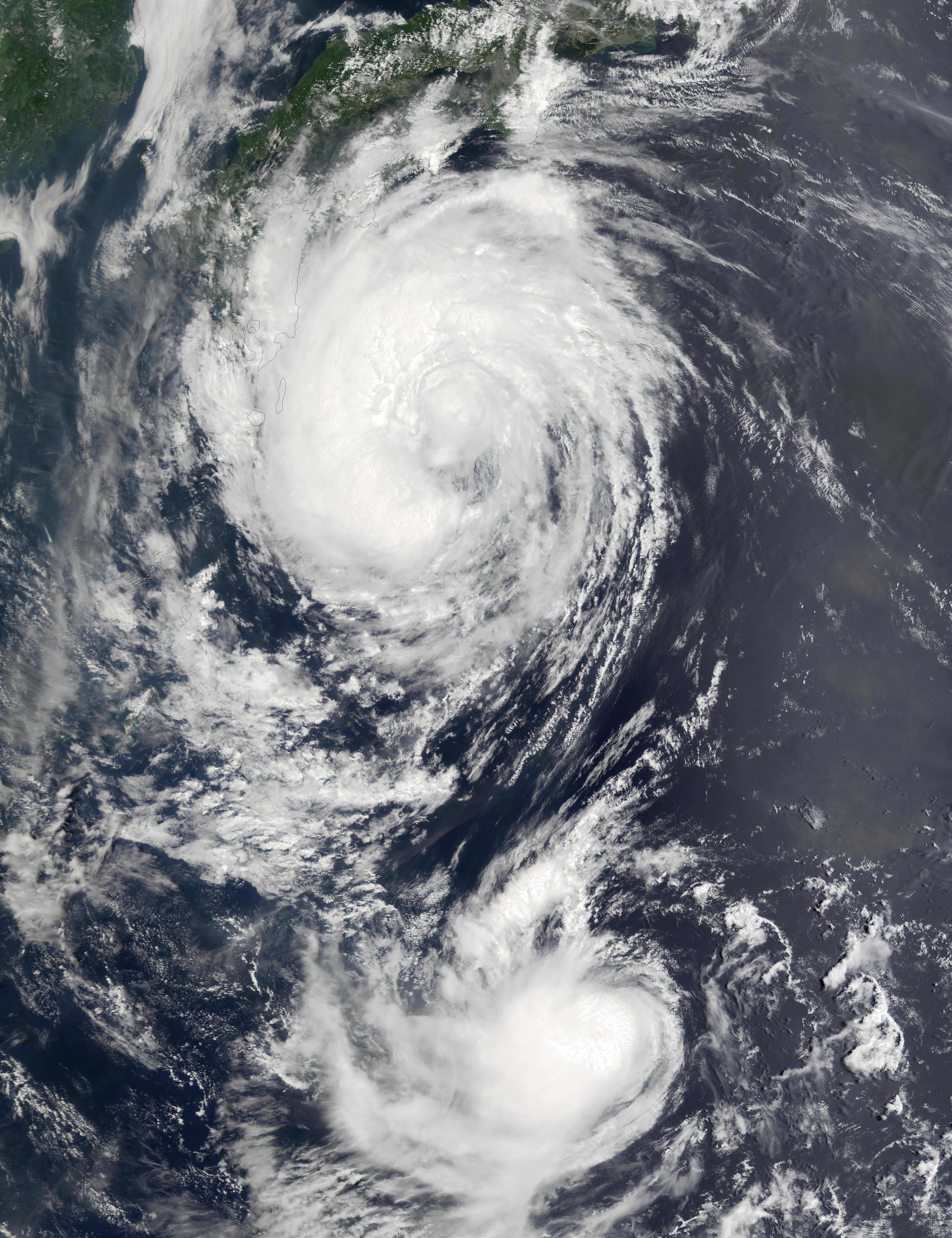
Bão Fengshen (trên) và bão Fung-Wong (dưới) đang trải qua hiệu ứng Fujiwhara.

Nhiệt độ bề mặt đại dương là ấm hơn bình thường trong phần lớn thời gian của năm, và ấm nhất quanh khu vực có kinh độ 160ºĐ từ tháng 1 đến tháng 7, và trong tháng 11. Bên cạnh đó, đối lưu phát triển trên những khu vực xa về phía Đông hơn thường lệ, kết quả là rất nhiều cơn bão hình thành ở phía Đông kinh tuyến 150ºĐ. Trong năm 2002, vị trí hình thành có kinh độ trung bình 145,9ºĐ, xa nhất về phía Đông kể từ năm 1951. Điều này là một phần nguyên nhân dẫn tới hệ quả đáng chú ý: không có bất kỳ một cơn bão nhiệt đới nào đổ bộ vào Philippines lần đầu tiên từ năm 1951, theo như JMA. Có hai cơn bão di chuyển vào khu vực từ vùng Trung tâm Thái Bình Dương là Ele và Huko. Tổng cộng, có 26 cơn bão được đặt tên trong mùa bão Tây Bắc Thái Bình Dương 2002, hơi thấp hơn con số trung bình là 26,7 cơn. Tuy nhiên, số lượng bão cuồng phong là 15 cơn, lớn hơn một chút so với trung bình hàng năm.
Mùa bão bắt đầu sớm, nhưng không hoạt động mạnh trong giai đoạn trước tháng 7. Trong tháng 7 có 9 cơn bão hoạt động, và phần nhiều trong số đó đã tác động đến rãnh gió mùa trên khu vực Philippines tạo ra mưa và lũ lụt nghiêm trọng. Lũ tồi tệ nhất xảy ra tại Luzon, nơi đã có 85 người thiệt mạng. Một loạt các cơn bão đã khiến các trụ sở và trường học phải đóng cửa trên diện rộng, nhiều tuyến đường thì bị hư hại; tổn thất mùa màng do lũ là 1,8 triệu USD (94,2 triệu peso [PHP]), đa phần là gạo và ngô. Tổng thiệt hại từ chuỗi các cơn bão ước tính khoảng 10,3 triệu USD (522 triệu PHP). Từ tháng 6 đến tháng 12, mưa lớn cũng đã tác động đến nhiều vùng của Trung Quốc, kết quả tạo ra lũ thảm khốc là nguyên nhân gây ra cái chết của hơn 1.500 người cùng tổn thất là 8,2 tỷ USD (68 tỉ yuan [¥]). Trong đó bão nhiệt đới Kammuri tấn công miền Nam Trung Quốc gây mưa lớn trên diện rộng làm hư hại hoặc phá hủy 245.000 ngôi nhà. Đã có 153 trường hợp thiệt mạng liên quan tới cơn bão, chủ yếu là tại tỉnh Hồ Nam, cùng thiệt hại vật chất 322 triệu USD (2.665 tỉ yuan). Kể từ sau tháng 9, bão hình thành và hoạt động chủ yếu trên những khu vực xa hơn về phía Đông, với bão Higos tấn công Nhật Bản trong tháng 10 và bão Pongsona tấn công Guam trong tháng 12.

## Các cơn bão

### Bão Tapah (Agaton)
Cơn bão đầu tiên của mùa bão hình thành vào ngày 9 tháng 1 trên khu vực gần Palau. Một hệ thống phát triển từ rãnh gió mùa đã được JTWC quan trắc lần đầu tiên hai ngày trước đó. Ban đầu nó là một vùng đối lưu kết hợp với một hoàn lưu yếu nằm trên khu vực có độ đứt gió thấp. Đến ngày mùng 10, JMA phân loại hệ thống là một áp thấp nhiệt đới, cùng thời điểm JTWC cũng bắt đầu ban hành những thông báo về áp thấp nhiệt đới 01W còn PAGASA thì đặt tên cho nó là "Agaton". Tiếp theo áp thấp nhiệt đới dần tổ chức khi di chuyển theo hướng Tây - Tây Bắc. Vào ngày 12 tháng 1, JMA nâng cấp hệ thống lên thành bão nhiệt đới Tapah, và sau đó trong cùng ngày cơ quan này ước tính cơn bão đạt đỉnh với sức gió tối đa 75 km/giờ (45 dặm/giờ). Cùng thời điểm, Tapah phát triển ra một mắt bão ẩn dưới lớp mây đối lưu, điều này thúc đẩy JTWC và PAGASA ước tính một vận tốc gió cao nhất 95 km/giờ (60 dặm/giờ). Sau đó, một rãnh thấp đã làm suy yếu áp cao, khiến cơn bão chuyển hướng Tây Bắc. Do độ đứt gió tăng lên, đối lưu dần suy giảm, và JMA đã giáng cấp Tapah xuống áp thấp nhiệt đới vào ngày 13 tháng 1; tuy nhiên, các cơ quan khác vẫn duy trì hệ thống ở cấp độ bão nhiệt đới. Tapah tan vào ngày hôm sau tại vị trí ngay sát vùng ven biển phía Đông Luzon, Philippines.

### Bão Mitag (Basyang)
Bão Mitag phát triển từ một rãnh thấp gần xích đạo tại địa điểm gần Liên bang Micronesia vào ngày 25 tháng 2. Tiếp theo hệ thống vượt qua quần đảo và mạnh lên thành một cơn bão cuồng phong trước khi di chuyển qua gần Yap trong ngày 2 tháng 3. Tại Yap, gió mạnh và mưa lớn từ cơn bão đã làm mất điện trên toàn hòn đảo và phá hủy hàng trăm ngôi nhà. Mitag đã gây tổn thất mùa màng nghiêm trọng, dẫn đến tình trạng khan hiếm lương thực. Bên cạnh đó mưa cùng nước biển dâng còn làm ngập lụt hầu khắp vùng ven biển cũng như thủ phủ Colonia. Tổng giá trị thiệt hại là 150 triệu USD, chủ yếu là tổn thất mùa màng, đi kèm với đó là một trường hợp thiệt mạng liên quan tới cơn bão.
Sau khi tác động đến Yap, Mitag chuyển hướng Tây Bắc rồi đến Bắc bởi một rãnh thấp đang dần tiếp cận. Cơn bão đã di chuyển qua khu vực cách phía Bắc Palau khiến một người ở đây thiệt mạng. Và mặc dù những dự báo cho rằng hệ thống sẽ suy yếu, nhưng Mitag vẫn tiếp tục tăng cường, đạt đến vận tốc gió duy trì 10 phút 175 km/giờ (110 dặm/giờ) trong ngày 5 tháng 3. Trong khi đó JTWC ước tính vận tốc gió duy trì 1 phút tối đa là 260 km/giờ (160 dặm/giờ) khi cơn bão nằm cách Catanduanes, Philippines khoảng 610 km (380 dặm) về phía Đông. Điều này giúp Mitag trở thành siêu bão Tây Bắc Thái Bình Dương đầu tiên từng được ghi nhận trong tháng 3. Không lâu sau, không khí lạnh và gió Tây kết hợp đã làm cơn bão suy yếu trầm trọng, kết quả là Mitag tan trên vùng biển phía Đông Philippines, chỉ 4 ngày sau khi đạt đỉnh.

### Áp thấp nhiệt đới 03W (Caloy)
Một vùng nhiễu động nhiệt đới được JTWC theo dõi từ ngày 15 tháng 3 đã phát triển thành một áp thấp nhiệt đới trên khu vực gần Palau bốn ngày sau. Sang ngày tiếp theo, cả JMA lẫn PAGASA đều phân loại hệ thống là một áp thấp nhiệt đới, và PAGASA đã đặt cho nó cái tên "Caloy". Di chuyển theo hướng Tây - Tây Bắc, áp thấp nhiệt đới đã vượt đảo Mindanao của Philippines trong ngày 21 rồi tiếp tục đi xuyên qua quần đảo. Bởi độ đứt gió lớn, áp thấp nhiệt đới không thể mạnh thêm, và JMA đã ngừng ban hành những thông báo từ ngày 23 tháng 3 sau khi hệ thống tiến vào Biển Đông. Tuy nhiên JTWC vẫn duy trì cấp độ áp thấp nhiệt đới cho đến ngày 23, thời điểm mà nó bị hấp thụ bởi một rãnh thấp vĩ độ trung tại vị trí ngoài khơi phía Đông bờ biển Việt Nam.
Những trận mưa lớn từ áp thấp nhiệt đới đã tác động đến vùng miền Nam Philippines, gây ra lũ quét và sạt lở đất. Đã có 2.703 ngôi nhà bị hư hại, trong đó có 215 căn bị phá hủy. Tổng thiệt hại vào khoảng 2,4 triệu USD (124 triệu PHP) Tại Philippines có 35 người thiệt mạng, đa phần do chết đuối tại tỉnh Surigao del Sur thuộc Mindanao.

### Bão Hagibis
Vào giữa tháng 5 một rãnh gió mùa đã sản sinh ra một vùng nhiễu động nhiệt đới trên khu vực gần quần đảo Caroline. Sau đó hệ thống di chuyển theo hướng Tây Bắc trong phạm vi rãnh gió mùa, với quỹ đạo bị chi phối bởi một áp cao. Vào ngày 14 tháng 5 vùng nhiễu động đã phát triển thành một áp thấp nhiệt đới tại địa điểm cách vụng biển Chuuk khoảng 500 km (310 dặm) về phía Tây Nam, và sang sáng sớm hôm sau JTWC đã ban hành thông báo đầu tiên. Trong vài ngày tiếp theo áp thấp nhiệt đới duy trì trạng thái yếu, cho đến ngày 16 thời điểm mà hệ thống được nâng cấp lên thành bão nhiệt đới Hagibis khi nó nằm cách Guam khoảng 200 km (120 dặm) về phía Đông Nam. Ở Guam, lượng mưa từ cơn bão đã giúp chấm dứt giai đoạn mùa khô cùng những đợt cháy rừng. Trong ngày 16, Hagibis mạnh lên nhanh chóng và cho thấy dấu hiệu mắt bão đang hình thành. Vào sáng sớm ngày 18, JMA nâng cấp Hagibis lên thành bão cuồng phong, cùng lúc đó một rãnh thấp tiếp cận đã buộc cơn bão chuyển hướng Đông Bắc.
Khi tăng tốc về phía Đông Bắc, Hagibis phát triển ra một mắt bão rõ nét và trải qua giai đoạn tăng cường mãnh liệt. Vào ngày 19 tháng 5, JMA ước tính vận tốc gió duy trì 10 phút đạt tối đa 175 km/giờ (110 dặm/giờ), và JTWC ước tính vận tốc gió duy trì 1 phút tối đa 260 km/giờ (160 dặm/giờ); giúp Hagibis trở thành siêu bão thứ hai trong năm. Tại thời điểm đạt đỉnh, vị trí cơn bão nằm cách điểm cực Bắc của quần đảo Bắc Mariana khoảng 305 km (190 dặm) về phía Tây - Tây Nam. Hagibis chỉ duy trì được cường độ tối đa trong vòng 12 tiếng trước khi bắt đầu suy yếu. Rãnh thấp khiến cơn bão tăng tốc độ di chuyển đồng thời cũng làm cho nó mất đi những đặc điểm nhiệt đới, và không khí khô trở nên dần cuốn vào trong hoàn lưu. Vào ngày 21, Hagibis chuyển đổi thành xoáy thuận ngoại nhiệt đới trên vùng biển phía Đông Nhật Bản sau khi đã suy yếu xuống dưới cấp độ bão cuồng phong. Những tàn dư của cơn bão vẫn tiếp tục di chuyển theo hướng Đông Bắc trước khi tan trên khu vực phía Nam quần đảo Aleutian trong ngày 22 tháng 5.

### Bão Noguri (Espada)
Vào đầu tháng 6, một vùng nhiễu động nhiệt đới đã hình thành trong phạm vi một rãnh gió mùa trên Biển Đông. Đến ngày mùng 4, vùng nhiễu động đã phát triển thành một áp thấp nhiệt đới ngoài khơi phía Đông đảo Hải Nam, với một hoàn lưu rộng và đối lưu rải rác. Tiếp đó hệ thống di chuyển về phía Đông và những điều kiện môi trường là phù hợp, như là dòng thổi ra thuận lợi và độ đứt gió thấp. JTWC bắt đầu ban hành những thông báo từ ngày mùng 6, và mặc dù điều kiện là ổn, áp thấp nhiệt đới vẫn duy trì trạng thái yếu. Sang ngày mùng 7, hệ thống di chuyển vào khu vực trách nhiệm của Philippines trong một thời gian ngắn, do đó nó đã được PAGASA đặt tên là Espada. Sau đó trong cùng ngày, JTWC nâng cấp áp thấp nhiệt đới lên thành bão nhiệt đới, và ngày hôm sau JMA cũng nâng cấp áp thấp nhiệt đới lên thành bão nhiệt đới Noguri khi vị trí của nó nằm giữa Đài Loan và Luzon. Dòng thổi ra tăng cường nhờ một rãnh thấp tiếp cận đã cho phép cơn bão mạnh lên nhanh chóng. Vào cuối ngày 8 tháng 6, khi mà mắt bão đã phát triển, JTWC nâng cấp Noguri lên thành bão cuồng phong. Thời điểm đó cơn bão di chuyển theo hướng Đông Bắc bởi một áp cao đang hình thành ở phía Đông Nam. Trong khi JMA ước tính vận tốc gió duy trì 10 phút tối đa chỉ đạt 110 km/giờ (70 dặm/giờ), tương ứng cấp độ bão nhiệt đới dữ dội thì JTWC ước tính vận tốc gió duy trì 1 phút tối đa là 160 km/giờ (100 dặm/giờ) sau khi mắt bão trở nên rõ nét hơn. Tiếp theo độ đứt gió tăng lên khiến Noguri dần suy yếu, và cơn bão đã di chuyển qua ngay sát phía Tây Miyako-jima trong ngày mùng 9. Với đối lưu suy giảm đáng kể, JTWC phân loại Noguri là xoáy thuận ngoại nhiệt đới khi nó đang tiếp cận Nhật Bản. Còn JMA vẫn tiếp tục theo dõi hệ thống cho đến khi nó tan trên bán đảo Kii vào ngày 11 tháng 6.
Khi Noguri di chuyển qua khu vực phía Nam Đài Loan, nó đã trút xuống mưa lớn với lượng tối đa 329 mm tại huyện Bình Đông. Trong khi đó tại Nhật Bản lượng mưa lớn nhất ghi nhận được là 123 mm tại tỉnh Kagoshima. Mối đe dọa từ cơn bão đã thúc đẩy việc đóng của các trường học và hủy bỏ 20 chuyến bay từ các hãng hàng không. Noguri đã khiến một người bị thường, một ngôi nhà bị hư hại, và gây tổn thất nông nghiệp trị giá 4 triệu USD (504 triệu yên [JPY]).

### Bão Rammasun (Florita)
Rammasun là cơn bão đầu tiên trong số bốn cơn bão cùng góp phần tạo ra mưa lớn và lũ lụt chết chóc ở Philippines trong tháng 7 năm 2002; với 85 trường hợp thiệt mạng liên quan cùng 2.463 ngôi nhà bị hư hại hoặc phá hủy. Rammasun phát triển cùng thời điểm với bão Chataan nhưng tại địa điểm xa hơn về phía Tây. Cơn bão di chuyển theo hướng Tây Bắc hướng đến Đài Loan, vào ngày 2 tháng 7 nó đạt đỉnh với sức gió 160 km/giờ (100 dặm/giờ). Sau đó Rammasun chuyển hướng Bắc, di chuyển qua vùng biển phía Đông Đài Loan và Trung Quốc. Tại Đài Loan, những dải mây mưa phía ngoài của cơn bão đã mang đến một lượng mưa giúp làm dịu bớt tình trạng khô hạn. Ở Trung Quốc thì ngược lại, mưa tiếp nối những điều kiện ẩm ướt từ trước làm lũ lụt gia tăng, dù vậy thiệt hại là thấp hơn dự kiến với con số 85 triệu USD tổn thất mùa màng và thủy sản tại tỉnh Chiết Giang.
Sau khi tác động đến Đài Loan và Trung Quốc, một rãnh thấp tiếp cận khiến cơn bão dần suy yếu và chuyển hướng Đông Bắc. Rammasun đã di chuyển qua phía trên hòn đảo Miyako-jima đồng thời gây gió mạnh tại Okinawa. Có khoảng 10.000 ngôi nhà trên đảo đã bị cúp điện, và sóng cao đã làm 2 thủy thủ thiệt mạng. Trên đất liền Nhật Bản, thiệt hại mùa màng nhỏ đã xảy ra cùng với một trường hợp bị thương nặng. Sau khi suy yếu xuống còn bão nhiệt đới, Rammasun di chuyển qua gần phía Đông đảo Jejudo, Hàn Quốc, nơi mà sóng lớn đã khiến một người thiệt mạng. Tiếp theo cơn bão vượt qua Hàn Quốc, làm chết ba người khác và gây thiệt hại 9,5 triệu USD. Mưa lớn cũng đã tác động đến Triều Tiên và Primorsky thuộc Viễn Đông Nga.

### Bão Chataan (Gloria)
Bão Chataan hình thành vào ngày 28 tháng 6 trên khu vực gần Liên bang Micronesia (FSM). Ban đầu nó đi lòng vòng trong vài ngày và gây mưa lớn cho khắp khu vực này. Tại Chuuk, một bang của FSM, tổng lượng mưa cao nhất trong 24 giờ đạt 506 mm, con số lớn hơn tổng lượng mưa trung bình hàng tháng. Mưa đã dẫn đến tình trạng ngập lụt, một số địa điểm ngập sâu tới 1,5 m, và tạo ra những trận lở đất làm 47 người thiệt mạng, con số đủ khiến Chataan trở thành thiên tai chết chóc nhất trong lịch sử tại hòn đảo này. Gần đó ở Pohnpei cũng có một người chết, và tổng giá trị tổn thất tại FSM là hơn 100 triệu USD.
Sau khi tác động đến Liên bang Micronesia, Chataan bắt đầu di chuyển ổn định theo hướng Tây Bắc. Vào ngày 4 tháng 7 mắt bão đi qua ngay sát phía Bắc Guam, và như vậy thành mắt bão đã di chuyển qua hòn đảo mang đến một lượng mưa rất lớn. Tổng lượng mưa cao nhất ghi nhận được là 536 mm tại vùng phía Nam Guam. Lũ lụt và lở đất từ cơn bão đã làm hư hại hoặc phá hủy 1.994 ngôi nhà. Tổng giá trị thiệt hại tại Guam là 60,5 triệu USD, kèm theo đó là 23 trường hợp bị thương. Bên cạnh đó cơn bão còn tác động đến đảo Rota thuộc quần đảo Bắc Mariana với gió giật mạnh và mưa nhỏ. Chataan đạt đỉnh với sức gió 175 km/giờ (110 dặm/giờ) vào ngày 8 tháng 7, trước khi suy yếu khi đang chuyển hướng Bắc. Sau khi giảm cấp xuống còn bão nhiệt đới, Chataan tấn công miền Đông Nhật Bản trong ngày mùng 10. Tại quốc gia này, mưa lớn với lượng tối đa 509 mm đã làm ngập lụt 10.270 ngôi nhà, và tổng thiệt hại ước tính đạt 500 triệu USD (59 tỉ yên).

### Bão Halong (Inday)
Rãnh gió mùa đã sản sinh ra một áp thấp nhiệt đới vào ngày 5 tháng 7 trên khu vực gần quần đảo Marshall, gần với vị trí hình thành ban đầu của bão Chataan. Tiếp theo, Halong di chuyển theo hướng Tây Bắc, dần mạnh lên thành một cơn bão nhiệt đới. Vào sáng sớm ngày 10 tháng 7, Halong di chuyển qua gần phía Nam Guam với cường độ bão nhiệt đới theo như JMA, mặc dù JTWC đánh giá nó ở cấp bão cuồng phong khi đó. Halong trước đó đã đe dọa tấn công hòn đảo chỉ chưa đầy một tuần sau khi Chataan đổ bộ, và mặc dù cơn bão nằm cách về phía Nam nhưng nó vẫn gây ra sóng lớn và gió giật mạnh trên đảo. Cơn bão đã làm gián đoạn hoạt động cứu trợ sau bão Chataan, làm gia tăng tình trạng mất điện nhưng thiệt hại là nhỏ.
Sau khi tác động đến Guam, Halong mạnh lên nhanh chóng thành một cơn bão cuồng phong và đạt đỉnh trong ngày 12 tháng 7. JTWC ước tính vận tốc gió duy trì một phút tối đa đạt 250 km/giờ (155 dặm/giờ), và JMA ước tính vận tốc gió duy trì 10 phút tối đa đạt 155 km/giờ (100 dặm/giờ). Sau đó Halong suy yếu đi nhiều khi nó vòng lại hướng Đông Bắc, dù vậy gió mạnh đã dẫn đến mất điện trên diện rộng ở Okinawa. Tiếp theo cơn bão tấn công vùng Đông Nam Nhật Bản, mang đến gió mạnh và mưa lớn làm thiệt hại 89,8 triệu USD (10,3 tỉ yên), cùng với đó là một trường hợp thiệt mạng và 9 người bị thương. Vào ngày 16 tháng 7 Halong chuyển đổi thành một xoáy thuận ngoại nhiệt đới trước khi tan trong ngày hôm sau.

### Bão Nakri (Hambalos) (bão số 1)
Vào ngày 7 tháng 7 một hoàn lưu đã xuất hiện trên Biển Đông với đối lưu liên kết nằm về phía Nam. Dòng thổi ra tăng cường khi hệ thống trở nên tổ chức hơn, vào cuối ngày một áp thấp nhiệt đới đã hình thành trên khu vực nằm về phía Tây Nam Đài Loan. Tại thời điểm đó, một áp cao nằm tại Philippines đã buộc hệ thống di chuyển theo hướng Đông Bắc. Trong sáng sớm ngày mùng 9, JMA nâng cấp áp thấp nhiệt đới lên thành bão nhiệt đới. Nakri là một cơn bão nhỏ, và trong khi di chuyển dọc theo vùng Bắc Đài Loan, nó dần suy yếu. Tuy nhiên khi đã vượt qua Đài Loan, cơn bão tăng cường trở lại và đạt đỉnh với sức gió 95 km/giờ (60 dặm/giờ) trong ngày mùng 10. Tiếp theo rãnh gió mùa đã chuyển quỹ đạo của Nakri về phía Đông trong khoảng 2 ngày, cho đến khi một áp cao yếu dẫn nó đi lên phía Bắc trong ngày 12 tháng 7. Cơn bão đã di chuyển qua gần phía Tây Okinawa trước khi suy yếu thành một áp thấp nhiệt đới không lâu sau bởi nước lạnh và độ đứt gió tăng lên. Nakri tan vào ngày 13 tháng 7 trên khu vực nằm cách Kyushu về phía Tây.
Khi di chuyển qua Đài Loan, Nakri trút xuống những cơn mưa lớn, với lượng lên tới 647 mm tại đảo Bành Giai. Tổng lượng mưa trong một ngày tại đập Feitsui đạt 170 mm, con số lượng mưa trong ngày cao nhất năm tại thời điểm đó. Trước giai đoạn hoạt động của bão Rammasun, Đài Loan đang ở trong những điều kiện khô hạn, và lượng mưa bổ sung từ Nakri đã giải quyết toàn bộ tình trạng thiếu nước. Các chuyến bay trong khu vực đã bị hủy bỏ và một vài trường học và trụ sở cũng phải đóng của do bão, cùng với đó là hai trường hợp thiệt mạng. Mưa lớn cũng tác động đến vùng Đông Nam Trung Quốc, rồi sau đó đến Okinawa. Ngoài ra mưa còn xảy ra ở Philippines và Nhật Bản - nơi mà đã có những báo cáo về lũ lụt và lở đất dọc theo một front lạnh.

### Bão Fengshen
Một áp thấp nhiệt đới hình thành từ rãnh gió mùa trong ngày 13 tháng 7 đã mạnh lên một cách nhanh chóng nhờ kích thước nhỏ gọn. Hai ngày sau, hệ thống đạt cấp độ bão cuồng phong và nó dần chuyển hướng sang Tây Bắc sau một thời gian đầu di chuyển theo hướng Bắc. Vào ngày 18 JMA nhận định vận tốc gió duy trì 10 phút đạt tối đa 185 km/giờ (115 dặm/giờ) cùng áp suất tối thiểu 920 mbar, giúp Fengshen trở thành cơn bão mạnh nhất của mùa bão. JTWC thì đánh giá vận tốc gió duy trì một phút tối đa 270 km/giờ (165 dặm/giờ) và ước tính Fengshen đã duy trì trạng thái siêu bão trong vòng 5 ngày, phá vỡ kỷ lục trước đó của cơn bão Joan năm 1997 và ngang bằng với cơn bão Ioke sau này năm 2006.
Vào khoảng thời gian ở gần cường độ tối đa, bão Fengshen đã trải qua hiệu ứng Fujiwara với bão Fungwong, khiến cơn bão này thực hiện một vòng lặp trong quỹ đạo. Khi dần tiếp cận Nhật Bản, Fengshen suy yếu và nó đã di chuyển qua quần đảo Ōsumi trong ngày 25 tháng 7 với trạng thái là một cơn bão nhiệt đới dữ dội. Đã có bốn người chết đuối, 15 người được giải cứu trên một con tàu bị bão cuốn vào bờ. Tại Nhật Bản, Fengsheng đã trút xuống những cơn mưa lớn tạo ra lở đất. Thiệt hại mùa màng là 4 triệu USD kèm với đó là một trường hợp thiệt mạng. Sau khi đã tác động đến Nhật Bản, Fengshen suy yếu xuống áp thấp nhiệt đới trên biển Hoàng Hải trước khi vượt bán đảo Sơn Đông rồi tan vào ngày 28 tháng 7.

### Áp thấp nhiệt đới 13W (Juan)
Vào ngày 16 tháng 7, một vùng mây đối lưu trở nên hoạt động tăng cường kết hợp với một hoàn lưu yếu trên khu vực Tây Bắc Palau. Mặc dù mây dông bị phân tán bởi độ đứt gió trung bình, hệ thống vẫn dần tổ chức. Di chuyển theo hướng Tây Bắc bởi một áp cao ở phía Bắc, vùng nhiễu động đã phát triển thành một áp thấp nhiệt đới trong ngày 18. Cùng ngày, PAGASA đã đặt cho áp thấp nhiệt đới tên gọi "Joan", còn JTWC thì phân loại nó là áp thấp nhiệt đới 13W, và JMA cũng không nhận định nó đạt cấp độ bão nhiệt đới. Trong sáng sớm ngày 19, áp thấp nhiệt đới đã tấn công đảo Samar thuộc Philippines trước khi tiếp tục di chuyển theo hướng Tây Bắc vượt qua quần đảo. Ngày hôm sau, bởi đối lưu tăng cường, JTWC đã nâng cấp hệ thống lên thành bão nhiệt đới trước khi nó đi vào đất liền Luzon và vùng đô thị Manila. Do tương tác với đất liền cùng với độ đứt gió tăng lên, hệ thống suy yếu, và JTWC đã dừng ban hành những thông báo trong ngày 22 tháng 7. Còn PAGASA thì vẫn tiếp tục theo dõi hệ thống cho đến ngày hôm sau.
Khi di chuyển qua Philippines, áp thấp nhiệt đới đã trút xuống một lượng mưa lớn, chỉ vài tuần sau khi một loạt các hệ thống nhiệt đới liên tiếp gây ra lũ lụt chết chóc tại đất nước này. Những trận mưa đã buộc 2.400 người phải đi di tản. Bên cạnh đó lở đất và lốc xoáy đi kèm đã khiến ít nhất ba người thiệt mạng. Có ba người bị điện giật và hai người bị lũ quét cuốn trôi. Tổng cộng, áp thấp nhiệt đới đã khiến 14 người thiệt mạng và 2 người khác bị thương, cùng với 583 ngôi nhà bị hư hại hoặc phá hủy, và tổn thất vật chất vào khoảng 240.000 USD (12,1 triệu PHP), chủ yếu là tại Luzon.

### Bão Fung-wong (Kaka)
Vào ngày 18 tháng 7, một hoàn lưu nhỏ hình thành trên khu vực nằm về phía Đông Bắc quần đảo Bắc Mariana. Sau đó trong cùng ngày JMA đã phân loại hệ thống là một áp thấp nhiệt đới. Ngày hôm sau, áp thấp nhiệt đới di chuyển chậm về phía Tây với đối lưu và dòng thổi ra tăng cường. Sang ngày 20, JTWC bắt đầu ban hành những thông báo khi vị trí của áp thấp nhiệt đới nằm ngay sát phía Tây Nam Iwo Jima. Không lâu sau JMA đã nâng cấp hệ thống lên thành bão nhiệt đới Fung-wong. Từ ngày 22 tháng 7, cơn bão bắt đầu trải qua hiệu ứng Fujiwara với bão Fengshen ở phía Đông, và do đó nó chuyển hướng Tây Nam. Trong khoảng thời gian đó, Fung-wong di chuyển vào khu vực theo dõi của PAGASA và được tổ chức này đặt tên là "Kaka". Sau khi phát triển ra một mắt bão nhỏ, Fung-wong mạnh lên rất nhanh thành bão cuồng phong với sức gió tối đa 130 km/giờ (80 dặm/giờ) trong ngày 23. Bởi tương tác với bão Fengshen, Fung-wong lần lượt chuyển hướng Nam rồi đến Đông Nam. Vào ngày 25 Fung-wong suy yếu xuống còn bão nhiệt đới dữ dội tại điểm cực Nam quỹ đạo của nó. Tiếp theo cơn bão chuyển hướng Bắc và hoàn thành một vòng lặp lớn trên vùng biển giữa quần đảo Ryukyu và quần đảo Bắc Mariana trong cùng ngày. Sự kết hợp của nước biển lạnh, độ đứt gió, và không khí khô làm Fung-wong suy yếu, và nó đã suy thoái xuống còn áp thấp nhiệt đới trước khi tan vào ngày 27.
Tại Nhật Bản, Fung-wong đã trút xuống mưa lớn với lượng 717 mm ghi nhận được tại một trạm thời tiết ở tỉnh Miyazaki. Mưa đã tạo ra hai trận lở đất làm trì hoãn hệ thống xe bus và tàu hỏa đồng thời khiến các chuyến bay và phà bị hủy bỏ. Ngoài ra cơn bão còn gây thiệt hại nhỏ đến mùa màng, cây trồng.

### Bão Kalmaegi
Một vùng nhiễu động nhiệt đới đã phát triển trong ngày 17 tháng 7 trên vùng Trung tâm Thái Bình Dương, gần đường đổi ngày quốc tế. Với đối lưu sâu và dòng thổi ra tồn tại quanh một hoàn lưu, JMA đã phân loại hệ thống là một áp thấp nhiệt đới tại thời điểm 06:00 UTC ngày 20, vị trí nằm ngay sát phía Đông đường đổi ngày và cách đảo Johnston khoảng 980 km (610 dặm) về phía Tây - Tây Nam. Không lâu sau áp thấp nhiệt đới vượt đường đổi ngày và mạnh lên nhanh chóng thành bão nhiệt đới Kalmaegi. Mặc dù JMA đã nâng cấp hệ thống lên thành bão nhiệt đới, nhưng JTWC vẫn duy trì cấp độ áp thấp nhiệt đới. Bởi một áp cao ở phía Bắc, Kalmaegi di chuyển theo hướng Tây Bắc và ban đầu một rãnh trên tầng đối lưu nhiệt đới đã cung cấp cho nó những điều kiện phù hợp. Tuy nhiên, rãnh này sớm làm tăng độ đứt gió và làm hạn chế dòng thổi ra, khiến cơn bão suy yếu nhanh. Với mây dông suy giảm, đến khoảng 12:00 UTC ngày 22 tháng 7, Kalmaegi tan ngoài đại đương, chỉ khoảng 30 tiếng sau khi hình thành.

### Bão Kammuri (Lagalag) (bão số 2)
Vào ngày 2 tháng 8, một áp thấp nhiệt đới đã hình thành ngoài khơi Tây Bắc Luzon và nó di chuyển theo hướng Tây - Tây Bắc. Đến cuối ngày mùng 3, áp thấp nhiệt đới mạnh lên thành bão nhiệt đới Kammuri ngoài khơi Hồng Kông. Tiếp theo một áp cao đang suy yếu đã dẫn cơn bão đi lên phía Bắc hướng đến đất liền Trung Quốc. Bão nhiệt đới Kammuri đổ bộ vào cuối ngày 4 tháng 8 sau khi đạt sức gió tối đa 100 km/giờ (65 dặm/giờ). Cơn bão cuối cùng tan trong đất liền và hợp nhất với một front lạnh trong ngày 7 tháng 8.
Lượng mưa lớn từ Kammuri đã tác động đến những vùng rộng lớn của Trung Quốc, đặc biệt là tại tỉnh Quảng Đông nơi mà nó di chuyển vào trong đất liền. Tại Hồng Kông, mưa đã tạo ra một trận lở đất và làm hư hại một con đường. Ở Quảng Đông, đã có hai con đập bị lũ phá hủy và 10 người thiệt mạng bởi một trận lở đất. Trên toàn tỉnh, có hơn 100.000 người đã phải đi di tản vì lũ lụt và 6.810 ngôi nhà bị phá hủy. Lũ đã làm hư hại các tuyến đường bộ, đường ray, đường hầm, và dẫn tới tình trạng mất điện và nước trên toàn vùng. Mặc dù mưa cũng có tác dụng làm giảm hạn hán ở Quảng Đông, nhưng sâu hơn trong đất liền mưa xảy ra sau những tháng lũ lụt chết chóc. Tại tỉnh Hồ Nam, những tàn dư của Kammuri đã hợp nhất với một front lạnh phá hủy 12.400 ngôi nhà. Dọc theo quỹ đạo cơn bão, lũ đã phá hủy hoặc làm hư hại 245.000 ngôi nhà và hủy hoại 60 hecta hoa màu. Kammuri và những tàn dư của nó đã khiến 153 người thiệt mạng và tổn thất ước tính là 509 triệu USD (4,219 tỉ yoan).

### Áp thấp nhiệt đới 18W (Milenyo)
Vào ngày 10 tháng 8 một áp thấp nhiệt đới đã hình thành trên vùng biển phía Đông Philippines. Hệ thống ban đầu rất bất tổ chức do những điều kiện thù địch và nó đã không thể phát triển đáng kể trước khi vượt Luzon. Ở Luzon, lũ lụt tạo ra từ áp thấp nhiệt đới đã buộc 3.500 người phải rời bỏ nhà cửa đi di tản. Tính trên toàn Philippines, cơn bão đã làm 35 người chết và gây tổn thất 3,3 triệu USD, cùng với 13.178 ngôi nhà bị hư hại hoặc phá hủy. Đây là cơn bão cuối cùng được PAGASA đặt tên trong mùa bão này.
Sau khi tác động đến Philippines, áp thấp nhiệt đới tan trên Biển Đông vào ngày 14 tháng 8. Vào ngày hôm sau, dù là các hệ thống riêng biệt, tàn dư của 18W đã hình thành nên một hệ thống khác sau đó mạnh lên thành Bão nhiệt đới Vongfong.

### Bão Phanfone
Một rãnh gió mùa đã sản sinh ra một áp thấp nhiệt đới tại vị trí ngay gần phía Tây rạn san hô vòng Ujelang trong ngày 11 tháng 8. Bởi một áp cao tồn tại phía Bắc, áp thấp nhiệt đới di chuyển chủ yếu theo hướng Tây Bắc và mạnh lên nhanh chóng thành bão nhiệt đới Phanfone ngày hôm sau. Với dòng thổi ra thuận lợi và sự phát triển những dải mây mưa, cơn bão tiếp tục tăng cường, trở thành bão cuồng phong vào ngày 14. Phanfone đã phát triển ra một mắt bão rõ nét bao quanh bởi đối lưu sâu. Vào ngày 15 tháng 8, JMA ước tính vận tốc gió duy trì 10 phút đạt 155 km/giờ (100 dặm/giờ), còn JTWC ước tính vận tốc gió duy trì một phút đạt 250 km/giờ (155 dặm/giờ) - tương ứng cấp độ siêu bão. Sau đó, dòng thổi ra suy giảm và một chu trình thay thế thành mắt bão làm suy yếu Phanfone, và nó đã di chuyển qua gần Iwo Jima trong ngày 16. Hai ngày sau Phanfone chuyển hướng Đông Bắc do áp cao suy yếu, và không khí khô đã khiến nó xuống cấp một cách nhanh chóng. Sau khi di chuyển qua vùng biển Đông Nam Nhật Bản, Phanfone giảm cấp xuống còn bão nhiệt đới trong ngày 19 trước khi trở thành xoáy thuận ngoại nhiệt đới ngày hôm sau. Những tàn dư của cơn bão vẫn tiếp tục di chuyển về phía Đông Bắc và vượt đường đổi ngày quốc tế vào ngày 25 tháng 8.
Tại Iwo Jima đã ghi nhận gió giật đạt vận tốc 168 km/giờ (105 dặm/giờ). Còn trên đất liền Nhật Bản, mưa xảy ra với lượng tối đa 416 mm tại một địa điểm gần Tokyo, và đã có 43 ngôi nhà bị ngập lụt. Mưa lớn làm hư hại đường sá, tạo ra lở đất và gây thiệt hại đến ngành nuôi trồng thủy sản. Cơn bão đã khiến 22 chuyến phà và 10 chuyến bay bị hủy bỏ, cũng như làm một nhà máy lọc dầu gần Tokyo phải tạm thời đóng cửa. Ở hòn đảo ngoài khơi Hachijō-jima, gió mạnh đã gây nên tình trạng mất điện tạm thời.

### Bão Vongfong (bão số 3)
Một áp thấp nhiệt đới hình thành ở Biển Đông vào ngày 15 tháng 8 từ tàn dư của 18W. Di chuyển theo hướng Tây Bắc, hệ thống đã mạnh lên thành bão nhiệt đới Vongfong trong ngày 18. Sau khi di chuyển sượt dọc theo vùng ven biển phía Đông đảo Hải Nam, Vongfong đổ bộ lên địa điểm gần Ngô Xuyên, Quảng Đông ngày hôm sau. Cơn bão đã gây mưa lớn cho khu vực, khiến một người chết trong một vụ tai nạn giao thông tại Hồng Kông, và lở đất cũng làm 12 người khác thiệt mạng. Vongfong đã phá hủy 6.000 ngôi nhà, đa phần là tại Quảng Đông, và tổng giá trị thiệt hại ở Trung Quốc đạt ít nhất 86 triệu USD.

### Bão Rusa
Bão Rusa phát triển vào ngày 22 tháng 8 từ một rãnh gió mùa trên vùng Tây Thái Bình Dương, cách xa Nhật Bản về phía Đông Nam. Trong vài ngày tiếp theo, Rusa di chuyển theo hướng Tây Bắc và cuối cùng nó đã tăng cường thành một cơn bão mạnh. JMA ước tính vận tốc gió duy trì 10 phút đạt tối đa 150 km/giờ (90 dặm/giờ), còn JTWC ước tính vận tốc gió duy trì một phút tối đa là 215 km/giờ (135 dặm/giờ). Vào ngày 26, cơn bão di chuyển qua đảo Amami của Nhật Bản, tại đây nó đã khiến 2 người thiệt mạng và làm 20.000 người lâm vào tình cảnh không có điện. Tại Nhật Bản, cơn bão trút xuống những cơn mưa xối xả với lượng cao nhất ghi nhận được là 902 mm ở tỉnh Tokushima.
Sau khi đã suy yếu đi một chút, Rusa đổ bộ vào Goheung, Hàn Quốc với sức gió 10 phút 140 km/giờ (85 dặm/giờ). Nó có thể duy trì được cường độ ổn định như vậy là nhờ không khí ấm và bất ổn từ một front lạnh gần đó. Cơn bão suy yếu khi di chuyển qua Hàn Quốc và gây mưa lớn với lượng tối đa 897,5 mm ở Gangneung. Tổng lượng mưa trong vòng 24 giờ tại thành phố này là 880 mm, phá vỡ kỷ lục lượng mưa trong ngày cao nhất tại Hàn Quốc; tuy nhiên mưa lớn nhất chỉ xảy ra cục bộ. Có hơn 17.000 ngôi nhà đã bị hư hại và một vùng diện tích lớn hoa màu bị ngập lụt. Tại Hàn Quốc, Rusa làm chết ít nhất 233 người, trở thành cơn bão chết chóc nhất trong hơn 43 năm ở quốc gia này đồng thời gây thiệt hại lên tới 2,4 tỉ USD. Bên cạnh đó cơn bão cũng mang đến mưa lớn cho nước láng giềng Triều Tiên, kết quả là 3 người thiệt mạng và 26.000 người mất nhà cửa. Ngoài ra Rusa còn tàn phá một vùng diện tích trồng trọt rộng lớn tại quốc gia đang phải chịu những tác động từ nạn đói này. Vào ngày 1 tháng 9 Rusa chuyển đổi thành một xoáy thuận ngoại nhiệt đới trên vùng Viễn Đông Nga trước khi tan 3 ngày sau.

### Bão Sinlaku
Bão Sinlaku hình thành vào ngày 27 tháng 8 trên khu vực nằm về phía Đông Bắc quần đảo Bắc Mariana. Sau quãng thời gian đầu di chuyển lên phía Bắc, hệ thống bắt đầu chuyển sang quỹ đạo nhìn chung chủ yếu là Tây, hướng đi duy nhất trong quãng đời còn lại của nó. Sinlaku đã mạnh lên thành bão cuồng phong và đạt sức gió tối đa trong ngày 31. Trong vài ngày tiếp theo, cường độ cơn bão dao động nhỏ khi nó di chuyển gần hoặc qua một số hòn đảo của Nhật Bản. Vào ngày 4 tháng 9, mắt bão di chuyển qua Okinawa. Sinlaku đã gây mưa to và gió mạnh khiến 100.000 lâm vào tình cảnh không có điện. Tổn thất trên đảo ước tính 14,3 triệu USD, trong đó bao gồm 3,6 triệu USD thiệt hại tại Căn cứ Không quân Kadena.

Sau khi đã tác động Okinawa, Sinlaku đe dọa đến vùng miền Bắc Đài Loan, nơi từng chịu ảnh hưởng của hai cơn bão chết chóc vào năm ngoái. Tuy nhiên cuối cùng thiệt hại ở đây là nhỏ, dù vậy cũng đã có hai người thiệt mạng. Tiếp theo Sinlaku suy yếu đi một chút trước khi đổ bộ lên địa điểm gần Ôn Châu thuộc vùng Hoa Đông, Trung Quốc. Tại đây cơn bão đã tạo ra gió giật đạt vận tốc kỷ lục 204 km/giờ (127 dặm/giờ), và sóng lớn cũng đã phá hủy vài bến tàu và một con thuyền lớn tại địa điểm phía Nam gần thành phố. Ngoài ra, mưa lớn và gió mạnh đã làm ngập lụt 58.000 ngôi nhà và phá hủy một vùng diện tích trồng trọt rộng lớn. Con số thiệt hại tại Trung Quốc ước tính đạt 709 triệu USD, đi kèm với đó là 28 trường hợp thiệt mạng vì cơn bão.

### Bão Ele
Một rãnh gió mùa mở rộng về phía Đông đến khu vực phía Tây Nam Hawaii đã sản sinh ra áp thấp nhiệt đới Two-C vào ngày 27 tháng 8. Chỉ sáu giờ sau, áp thấp nhiệt đới đã mạnh lên thành bão nhiệt đới Ele. Mặc dù có sự hiện diện của cơn bão Alika gần đó, Ele vẫn phát triển nhanh chóng thành một cơn bão cuồng phong trong ngày 28. Sau khi góp phần làm cho Alika tan biến, Ele tăng cường với vận tốc gió tăng lên 205 km/giờ (125 dặm/giờ) trước khi vượt đường đổi ngày quốc tế vào ngày 30.
Khi đã trở thành một cơn bão cuồng phong của khu vực Tây Bắc Thái Bình Dương, Ele di chuyển theo hướng Bắc - Tây Bắc do áp cao phía Bắc suy yếu. Vào sáng sớm ngày 31 tháng 8, JTWC ước tính vận tốc gió duy trì một phút đạt tối đa 215 km/giờ (135 dặm/giờ) khi vị trí của Ele nằm về phía Đông Bắc đảo Wake. Tiếp theo một rãnh thấp tiếp cận khiến Ele chuyển hướng Đông Bắc, dù vậy cơn bão đã hồi phục lại quỹ đạo Bắc - Tây Bắc sau khi có một áp cao hình thành phía sau rãnh thấp. Sự kết hợp của nước biển lạnh và độ đứt gió tăng làm cho cơn bão dần suy yếu, vào ngày 6 tháng 9 Ele giảm cấp xuống còn bão nhiệt đới. Với mây dông trở nên tách biệt khỏi hoàn lưu, Ele được nhận định ở trạng thái áp thấp nhiệt đới trong cuối ngày mùng 9. Vào thời điểm đó hệ thống bắt đầu di chuyển theo hướng Đông Bắc, và sang ngày hôm sau nó đã chuyển đổi thành một xoáy thuận ngoại nhiệt đới. Những tàn dư của Ele vẫn tiếp tục tiến về phía Đông Bắc quay trở lại vùng Trung tâm Thái Bình Dương trong ngày 11 trước khi tan hoàn toàn hai ngày sau.

### Bão Hagupit (bão số 4)
Một vùng mây đối lưu đã phát triển trong ngày 8 tháng 9 trên khu vực nằm về phía Đông Bắc Luzon. Do có một áp cao ở phía Bắc, hệ thống di chuyển về phía Tây và dần phát triển thành một áp thấp nhiệt đới trên Biển Đông vào ngày hôm sau. Khi dần tiếp cận vùng Đông Nam Trung Quốc, áp thấp nhiệt đới đã mạnh lên thành bão nhiệt đới Hagupit và đạt sức gió tối đa 85 km/giờ (50 dặm/giờ). Tại khoảng 19:00 UTC ngày 11 tháng 9, Hagupit đổ bộ lên địa điểm phía Tây Ma Cao và suy yếu nhanh chóng thành một áp thấp nhiệt đới. JTWC đã ngay lập tức ngừng ban hành những thông báo, dù vậy JMA vẫn tiếp tục theo dõi Hagupit trên đất liền. Những tàn dư của cơn bão đã di chuyển theo quỹ đạo một vòng lặp trên địa phận Quảng Đông trước khi quay trở ra biển và tan gần Hồng Kông vào ngày 16 tháng 9.
Hagupit đã trút xuống những cơn mưa lớn dọc theo vùng duyên hải Trung Quốc trong vài ngày, lượng tối đa đạt 344 mm tại thành phố Trạm Giang. Mưa đã làm ngập lụt một vùng diện tích trồng trọt rộng lớn và tạo ra những trận lở đất. Tại Quảng Đông, có 330 ngôi nhà bị phá hủy và tổn thất ước tính là 32,5 triệu USD. Còn ở Hồng Kông đã có 32 người bị thương và 41 chuyến bay bị hủy bỏ vì cơn bão. Ở Phúc Châu thuộc tỉnh Phúc Kiến, những cơn mưa dông đã làm hàng trăm ngôi nhà bị ngập lụt. Xa hơn về phía Tây tại Giang Tây, lũ lụt từ cơn bão cũng đã phá hủy 3.800 ngôi nhà, làm hư hại 180 cây cầu và khiến 25 người thiệt mạng. Ở ngoài khơi, một chiếc trực thăng đã cứu được 25 người từ một chiếc thuyền bị đắm trong cơn bão.

### Bão Changmi
Vào ngày 15 tháng 9, một vùng mây dông nằm trong rãnh gió mùa trở nên hoạt động tăng cường trên khu vực gần Liên bang Micronesia. Bởi độ đứt gió ở mức trung bình, đối lưu của nó bị gián đoạn. Đến ngày 18, JTWC ban hành một Cảnh báo về sự hình thành của xoáy thuận nhiệt đới (TCFA), còn JMA thì phân loại hệ thống là một áp thấp nhiệt đới; tuy nhiên, hai cơ quan đã theo dõi những hoàn lưu khác nhau trong cùng một hệ thống. Sang ngày 19, hoàn lưu mà JMA theo dõi trở nên chiếm ưu thế. Không lâu sau, cơ quan này giáng cấp hệ thống xuống thành một vùng áp suất thấp do nó đã suy yếu. Ngày hôm sau, JMA lại nâng cấp hệ thống lên thành áp thấp nhiệt đới, còn JTWC thì cũng ban hành một TCFA thứ hai khi nó có một hoàn lưu bị lộ ra một phần, bên cạnh đó là phần mây đối lưu đang tăng cường. Vào cuối ngày 21 tháng 9, JMA nâng cấp áp thấp nhiệt đới lên thành bão nhiệt đới Changmi trên vùng biển phía Nam Nhật Bản. Ngày hôm sau, Changmi đạt sức gió tối đa 85 km/giờ (50 dặm/giờ). Tuy nhiên, JTWC cho rằng hệ thống đã hấp thụ phải không khí khô và chuyển đổi thành một xoáy thuận ngoại nhiệt đới, do đó cơ quan này không ban hành những cảnh báo về cơn bão. Di chuyển theo hướng Tây Bắc, Changmi trở thành một xoáy thuận ngoại nhiệt đới vào ngày 22 và nó đã dần mạnh lên cho đến khi vượt đường đổi ngày quốc tế trong sáng sớm ngày 25 tháng 9.

### Bão Mekkhala (bão số 5)
Một rãnh thấp kéo dài với đối lưu liên kết đã phát triển trên Biển Đông đến ngày 21 tháng 9. Độ đứt gió thấp và dòng thổi ra tăng cường cho phép hệ thống trở nên có tổ chức hơn và nó đã hình thành nên một áp thấp nhiệt đới vào ngày 22. Khi đó, một áp cao phía Đông Bắc đã dẫn hệ thống di chuyển theo hướng Tây Bắc. Trong vòng vài ngày áp thấp nhiệt đới không tăng cường bất chấp những điều kiện thuận lợi; dù vậy, đến cuối ngày 24 những dải mây mưa đã phát triển cùng đặc điểm một mắt bão yếu. Sang sáng sớm hôm sau, JMA nâng cấp hệ thống lên thành bão nhiệt đới Mekkhala và nó nhanh chóng đạt đỉnh với sức gió 85 km/giờ (50 dặm/giờ). Vào khoảng 12:00 UTC ngày 25 tháng 9 Mekkhala đổ bộ lên đảo Hải Nam với cường độ gần tối đa trước khi đi vào vịnh Bắc Bộ và suy yếu bởi tương tác với đất liền cùng độ đứt gió tăng lên. Mekkhala đã duy trì là một cơn bão nhiệt đới yếu cho đến ngày 28 tháng 9, thời điểm mà nó giảm cấp xuống còn áp thấp nhiệt đới và tan không lâu sau trên vùng cực Bắc vịnh Bắc Bộ.
Mekkhala đã gây mưa lớn tại các địa điểm mà nó đi qua, với lượng tối đa 479 mm ghi nhận ở thành phố Tam Á thuộc đảo Hải Nam. Tại đảo, gió mạnh đã làm chìm hoặc thổi dạt 20 con thuyền lên bờ, với 84 ngư dân được giải cứu. Trên toàn đảo Hải Nam, mưa lớn đã làm ngập lụt 2.500 ngôi nhà và gây tổn thất 80,5 triệu USD. Mưa to còn lan tới vùng Tây Nam Trung Quốc, đặc biệt là tại Quảng Tây. Ở thành phố Bắc Hải, cơn bão phá hủy 335 ngôi nhà, dẫn đến giá trị thiệt hại vật chất 22 triệu USD.

### Bão Higos
Bão Higos hình thành vào ngày 26 tháng 9 trên vùng biển phía Đông quần đảo Bắc Mariana. Ban đầu, hệ thống di chuyển theo hướng Tây - Tây Bắc, tăng cường ổn định thành một cơn bão mạnh cho đến ngày 29. Tiếp theo Higos suy yếu khi chuyển hướng Bắc - Đông Bắc trước khi đổ bộ vào tỉnh Kanagawa, Nhật Bản trong ngày 1 tháng 10. Không lâu sau nó đã trở thành cơn bão mạnh thứ ba tấn công Tokyo kể từ Thế Chiến II. Higos suy yếu khi vượt Honshu và sau khi tấn công Hokkaidō vào ngày mùng 2 nó chuyển đổi thành một xoáy thuận ngoại nhiệt đới. Những tàn dư của cơn bão tiếp tục di chuyển qua Sakhalin và tan vào ngày 4 tháng 10.
Trước khi đổ bộ Nhật Bản, Higos đã gây gió mạnh tại quần đảo Bắc Mariana, hủy hoại số thực phẩm cung cấp trên hai hòn đảo. Sau đó, Higos di chuyển qua Nhật Bản với gió giật đạt vận tốc 161 km/giờ (100 dặm/giờ) và nó đã thiết lập kỷ lục về vận tốc gió giật ở một vài địa điểm. Điện đến 608.130 ngôi nhà đã bị cắt và có hai người bị điện giật. Ngoài gió mạnh, cơn bão còn gây mưa lớn với lượng tối đa 346 mm (13,6 in). Mưa đã làm ngập lụt những ngôi nhà và tạo ra những trận lở đất. Sóng cao đã đẩy 25 chiếc thuyền vào bờ và làm chết một người dọc đường bờ biển. Tổng giá trị tổn thất tại Nhật Bản là 2,14 tỉ USD (261 tỉ yên), kèm theo đó là 5 trường hợp thiệt mạng. Sau này, những tàn dư của Higos cũng đã tác động đến vùng Viễn Đông Nga, làm chết 7 người trên hai còn tàu đắm tại địa điểm gần Primorsky Krai.

### Bão Bavi
Vào đầu tháng 10 một vùng nhiễu động nhiệt đới trên khu vực gần Liên bang Micronesia (FSM) bắt đầu trở nên có tổ chức. Đối lưu dần củng cố quanh một hoàn lưu duy nhất, và đến ngày mùng 8 một áp thấp nhiệt đới đã hình thành. Với độ đứt gió thấp cùng dòng thổi ra hợp lý, áp thấp nhiệt đới tăng cường chậm; tuy nhiên, hệ thống có diện mạo cấu trúc thuôn dài, với một hoàn lưu tách biệt ở phía Tây. Vào khoảng thời gian đó áp thấp nhiệt đới đã gây ra gió mạnh tại Kosrae thuộc FSM. Đến cuối ngày mùng 9, JMA nâng cấp áp thấp nhiệt đới lên thành bão nhiệt đới Bavi khi vị trí của nó nằm về phía Đông Guam. Tiếp theo, cơn bão di chuyển chủ yếu theo hướng Bắc bởi áp cao ở phía Đông Bắc đang lùi dần. Trong ngày 11, vận tốc gió gần trung tâm là khá thấp trong khi gió tại những dải mây mưa phía ngoài lại mạnh hơn. Cùng ngày JMA ước tính vận tốc gió đạt tối đa 100 km/giờ (65 dặm/giờ). Và mặc dù cấu trúc là không chặt chẽ, với hoàn lưu bị lộ ra tại thời điểm mạnh nhất, JTWC vẫn đánh giá sức gió đạt 130 km/giờ (80 dặm/giờ), đủ để Bavi trở thành một cơn bão cuồng phong. Không lâu sau khi đạt đỉnh, cơn bão chuyển hướng Đông Bắc và đi vào vùng gió Tây hoạt động. Bởi vậy, độ đứt gió tăng lên làm đối lưu suy yếu, và Bavi đã chuyển đổi thành một xoáy thuận ngoại nhiệt đới vào ngày 13. Hệ thống sau đó tiếp tục quỹ đạo Đông Bắc và đi vào vùng Trung tâm Thái Bình Dương trong ngày 16 tháng 10.

### Bão Maysak
Một vùng đối lưu có tổ chức xuất hiện trên khu vực phía Đông Nam đảo Wake vào ngày 25 tháng 10. Với độ đứt gió nhỏ, nó nhanh chóng phát triển nên một hoàn lưu, trở thành áp thấp nhiệt đới vào ngày hôm sau. Do có một áp cao ở phía Đông, áp thấp nhiệt đới di chuyển chủ yếu theo hướng Đông Bắc và tăng cường chậm. Đến cuối ngày 27, nó mạnh lên thành bão nhiệt đới Maysak. Ban đầu, hệ thống đã cuốn phải không khí khô gần đó, dù vậy nó vẫn có thể tiếp tục phát triển đối lưu sâu. Tiếp theo một rãnh thấp tiếp cận dẫn Maysak đi lên phía Đông Bắc, và theo JMA cơn bão đạt vận tốc gió tối đa 100 km/giờ (65 dặm/giờ) vào ngày 29. Còn JTWC đã hai lần đánh giá Maysak đạt cấp độ bão cuồng phong trong một khoảng thời gian ngắn dựa vào đặc điểm mắt bão, dù cho sau đó độ đứt gió tăng lên đã làm nó suy yếu. Tiếp tục di chuyển theo hướng Đông Bắc, Maysak đi vào vùng Trung tâm Thái Bình Dương trong ngày 30, và đó là lúc nó trở thành một xoáy thuận ngoại nhiệt đới.

### Bão Huko
Vào ngày 24 tháng 10, một áp thấp nhiệt đới đã phát triển trong rãnh gió mùa trên vùng biển phía Nam Hawaii. Hệ thống di chuyển chủ yếu theo hướng Tây - Tây Bắc và mạnh lên thành bão nhiệt đới Huko trong ngày 26. Hai ngày sau, Huko trở thành bão cuồng phong, tuy nhiên không lâu sau nó đã lại suy yếu xuống bão nhiệt đới trước khi mạnh lên thành bão cuồng phong một lần nữa vào ngày 31. Trong ngày 3 tháng 11, Huko vượt đường đổi ngày quốc tế đi vào vùng Tây Thái Bình Dương. Bất chấp mô hình dòng thổi vào thuận lợi và nhiệt độ nước biển trên bề mặt ấm, sức gió của Huko chỉ đạt tối đa 140 km/giờ (85 dặm/giờ). Cơn bão đã di chuyển nhanh theo hướng Tây - Tây Bắc do có một áp cao mạnh ở phía Bắc. Sau đó, không khí khô làm cơn bão suy yếu đi một chút, và nó đã di chuyển qua địa điểm cách đảo Wake khoảng 95 km (65 dặm) về phía Đông Bắc. Tại đây Huko mang đến mưa to và gió giật với vận tốc khoảng 40-45 dặm/giờ (65–70 km/giờ). Tiếp theo cơn bão đi xuyên qua phần yếu của áp cao, kết quả là nó chuyển hướng lên phía Bắc rồi đến Đông Bắc. Vào cuối ngày 5 tháng 11, Huko giảm cấp xuống còn bão nhiệt đới, và độ đứt gió đã làm cho nó thêm suy yếu. Huko trở thành xoáy thuận ngoại nhiệt đới trong ngày mùng 7, và những tàn dư của cơn bão đã quay trở lại vùng Trung tâm Thái Bình Dương trong cùng ngày trước khi tác động đến vùng Bắc California vài ngày sau.

### Bão Haishen
Vào khoảng giữa tháng 11, một vùng mây dông đã phát triển trong rãnh gió mùa trên khu vực nằm về phía Tây Nam Chuuk. Với độ đứt gió thấp và dòng thổi ra phù hợp, hệ thống dần tổ chức, trở thành một áp thấp nhiệt đới trong ngày 20. Di chuyển nhanh chóng theo hướng Tây - Tây Bắc, áp thấp nhiệt đới mạnh lên thành bão nhiệt đới Haishen vào cuối ngày 20 tại địa điểm phía Đông Nam Guam. Khi di chuyển qua phía Nam hòn đảo, Haishen đã gây ra gió mạnh. Với việc đối lưu tổ chức thành một khối mây trung tâm dày đặc và đặc điểm mắt bão xuất hiện, Haishen được nâng cấp thành bão cuồng phong trong sáng sớm ngày 23. Khi đó cơn bão bắt đầu chuyển hướng lên phía Bắc bởi một rãnh thấp tiếp cận, và nó đã nhanh chóng đạt đến sức gió tối đa 155 km/giờ (100 dặm/giờ). Tuy nhiên không lâu sau Haishen bắt đầu suy yếu do độ đứt gió tăng lên và mắt bão đã nhanh chóng biến mất. Vào cuối ngày 24, Haishen giảm cấp xuống còn bão nhiệt đới, và nó đã chuyển đổi thành xoáy thuận ngoại nhiệt đới trong sáng sớm hôm sau. Những tàn dư của cơn bão vẫn tiếp tục di chuyển theo hướng Đông Bắc trước khi tan vào ngày 26 tháng 11.

### Bão Pongsona
Pongsona là cơn bão cuối cùng của mùa bão, và nó là thiên tai gây tổn thất lớn thứ hai trong năm 2002 tại Mỹ và các vùng lãnh thổ của quốc gia này. Pongsona hình thành vào ngày 2 tháng 12 từ một vùng mây đối lưu nằm về phía Đông - Đông Nam Pohnpei. Bởi có một áp cao ở phía Bắc, áp thấp nhiệt đới di chuyển chủ yếu theo hướng Tây trong vài ngày, mạnh lên thành bão nhiệt đới Pongsona vào ngày 3 tháng 12. Sau khi phát triển ra một mắt bão trong ngày mùng 5, Pongsona đạt trạng thái bão cuồng phong tại địa điểm phía Bắc Chuuk. Tiếp theo là giai đoạn tăng cường ổn định, cho đến khi quá trình này được đẩy nhanh trong ngày mùng 8 khi cơn bão tiến gần Guam. Trong ngày hôm đó, JMA ước tính sức gió đạt tối đa 165 km/giờ (105 dặm/giờ), và JTWC cũng nhận định vận tốc gió đạt cao nhất 240 km/giờ (150 dặm/giờ), giúp Pongsona trở thành siêu bão. Trong giai đoạn mạnh nhất, mắt bão đã di chuyển qua Guam và Rota. Sau khi tấn công Guam, Pongsona bắt đầu di chuyển lên phía Bắc rồi đến Đông Bắc, suy yếu nhanh chóng do sự có mặt của không khí khô và tương tác với một cơn bão vĩ độ trung đang tiếp cận. Với đối lưu phía trên trung tâm suy giảm, Pongsona trở thành xoáy thuận ngoại nhiệt đới vào sáng sớm ngày 11 tháng 12, trước khi tan trên vùng biển phía Đông Nhật Bản một ngày sau.
Pongsona là cơn bão mạnh thứ ba tấn công Guam từng được ghi nhận, với gió giật lên tới 278 km/giờ (173 dặm/giờ). Tổng giá trị thiệt hại là 700 triệu USD, khiến nó trở thành một trong năm cơn bão gây tổn thất lớn nhất tại Guam trong lịch sử. Pongsona đã làm một người chết và 193 người bị thương. Ngoài gió mạnh, cơn bão còn trút xuống mưa lớn với lượng tối đa 650,5 mm. Tại Guam, tổng cộng có 1.751 ngôi nhà bị phá hủy và 6.740 ngôi nhà khác bị hư hại ở nhiều mức độ khác nhau. Nước sinh hoạt đã bị mất tại nhiều vùng rộng lớn, còn hệ thống đường sá thì bị hư hại nặng. Ở hòn đảo Rota gần đó, Pongsona làm hư hại 460 ngôi nhà và phá hủy 114 căn, gây tổn thất 30 triệu USD. Cả Guam và quần đảo Bắc Mariana đều được tuyên bố là vùng thảm họa liên bang, điều này cho phép sử dụng ngân sách liên bang có sẵn để khắc phục hậu quả. Tại Guam, chính phủ đã cung cấp khoảng 125 triệu USD để tài trợ cho các cá nhân và một số chương trình khác.

### Áp thấp nhiệt đới khác
Vào ngày 15 tháng 2, JMA nhận định có một áp thấp nhiệt đới yếu phát triển trên vùng biển phía Đông Mindanao. Hệ thống tan vào ngày hôm sau.
Vào đầu tháng 4, một vùng nhiễu động nhiệt đới đã hình thành dọc theo phần phía Nam của một front lạnh cố định tại địa điểm nằm về phía Tây rạn san hô vòng Enewatak. Trong giai đoạn phát triển, hệ thống đã gây ra gió giật mạnh tại Liên bang Micronesia. Đến ngày 5 tháng 4, JTWC bắt đầu đưa ra thông báo về áp thấp nhiệt đới 04W. Tiếp theo, một cơn bão ngoại nhiệt đới gần đó đã dẫn áp thấp nhiệt đới di chuyển theo hướng Tây Bắc, đồng thời khiến nó trở thành một xoáy thuận ngoại nhiệt đới trên khu vực cách đảo Wake khoảng 650 km (405 dặm) về phía Tây - Tây Nam. Cảnh báo cuối cùng của JMA được ban hành vào ngày mùng 8.
Vào ngày 28 tháng 5 có một áp thấp nhiệt đới hình thành trên Biển Đông và nó được PAGASA đặt tên là "Dagul". JTWC đã không bao giờ dự báo về một sự tăng cường đáng kể, và hệ thống chủ yếu chỉ bao gồm đối lưu ở phần Đông Nam với một hoàn lưu rộng. Sau đó, một áp cao ở phía Đông Nam đã dẫn áp thấp đi theo hướng Đông Bắc cho đến khi nó đổ bộ vào vùng Tây Nam Đài Loan trong ngày 30 tháng 5. Áp thấp nhiệt đới tan trong cùng ngày do tương tác với đất liền cùng với độ đứt gió cao.
Một áp thấp nhiệt đới nằm trên khu vực phía Đông Iwo Jima đã được JMA theo dõi trong hai ngày 25 và 26 tháng 7.
Vào ngày 3 tháng 8, một hoàn lưu nhỏ xuất hiện tại vị trí ngoài khơi ngay sát bờ biển Đông Nam Nhật Bản. Đến thời điểm 06:00 UTC ngày 5 tháng 8, JTWC ban hành thông báo đầu tiên về áp thấp nhiệt đới 17W và họ mô tả nó là một "xoáy thuận nhỏ bé". Tiếp đó một áp cao ở phía Đông Nam đã dẫn áp thấp nhiệt đới di chuyển về phía Đông rời xa Nhật Bản. Bởi những điều kiện môi trường không thuận lợi, hệ thống suy yếu, và JTWC đã ngừng đưa ra những thông báo tiếp theo chỉ 6 tiếng sau cảnh báo đầu tiên.
Một áp thấp nhiệt đới khác hình thành vào ngày 21 tháng 9 trên vùng biển phía Đông Bắc quần đảo Marshall và tan trong ngày hôm sau.
Trong tháng 10 có ba áp thấp nhiệt đới hình thành mà hầu như không phát triển. Áp thấp đầu tiên trên Biển Đông được JMA phân loại vào ngày 12 và tan nhanh chóng, dù vậy nó đã gây mưa lớn với lượng đạt 108 mm ghi nhận được tại một trạm thời tiết trên quần đảo Hoàng Sa. Thứ hai là một áp thấp nhiệt đới được JTWC chỉ định số hiệu 27W hình thành vào ngày 17 tại địa điểm cách Saipan khoảng 1.220 km (760 dặm) về phía Đông - Đông Bắc. Hệ thống này di chuyển về phía Tây do có một áp cao ở phía Bắc và đã không thể tăng cường thêm bởi dòng thổi ra yếu và không khí khô. 27W tan vào ngày 19. Trong ngày 18 có một áp thấp nhiệt đới khác hình thành trên khu vực gần đường đổi ngày quốc tế và nó được JTWC phân loại số hiệu 28W. Hệ thống di chuyển chủ yếu theo hướng Bắc trước khi tan vào ngày 20.

## Tên bão
Ở Tây Bắc Thái Bình Dương, cả JMA lẫn PAGASA đều chỉ định những tên gọi khác nhau cho các xoáy thuận nhiệt đới hình thành trên khu vực này, dẫn đến một xoáy thuận nhiệt đới có thể có hai tên gọi. Là một Trung tâm Khí tượng Chuyên ngành Khu vực (RSMC), JMA có trách nhiệm chỉ định tên quốc tế cho các xoáy thuận nhiệt đới thay mặt Ủy ban Bão Tây Bắc Thái Bình Dương (Typhoon Committee) của Tổ chức Khí tượng Thế giới. Còn PAGASA sẽ chỉ định tên gọi cho tất cả các xoáy thuận nhiệt đới hình thành hoặc di chuyển trong phạm vi khu vực mà họ theo dõi, vị trí nằm giữa kinh tuyến 135°Đ và 115°Đ và giữa 5°B và 25°B, kể cả những xoáy thuận đã được đặt tên quốc tế. Tên của những xoáy thuận nhiệt đới đáng chú ý sẽ bị khai tử, bởi cả PAGASA và Ủy ban Bão Tây Bắc Thái Bình Dương. Ngoài ra, PAGASA còn có một danh sách bổ sung, với 10 cái tên đầu tiên trong đó sẽ được công bố, danh sách này được sử dụng khi số lượng tên trong danh sách chính không đủ.

### Tên quốc tế
Trong mùa bão này có 24 xoáy thuận nhiệt đới được JMA đặt tên, đồng nghĩa với số lượng 24 cơn bão nhiệt đới. Những cái tên dưới đây được lấy từ danh sách tổng hợp 140 tên gọi đệ trình bởi 14 quốc gia và vùng lãnh thổ thành viên của Ủy ban Bão Tây Bắc Thái Bình Dương.
| Tapah    | Mitag    | Hagibis | Noguri  | Rammasun | Chataan | Halong   | Nakri | Fengshen | Kalmaegi | Fung-wong | Kammuri  |
| Phanfone | Vongfong | Rusa    | Sinlaku | Hagupit  | Changmi | Mekkhala | Higos | Bavi     | Maysak   | Haishen   | Pongsona |

Có hai cơn bão có nguồn gốc từ vùng Trung tâm Thái Bình Dương, Ele và Huko, chúng vượt đường đổi ngày quốc tế và di chuyển vào khu vực. Tên của các cơn bão này vẫn được giữ nguyên, cũng như hậu tố "C" ký hiệu trong những cảnh báo của JTWC.

### Philippines
Cục quản lý Thiên văn, Địa vật lý và Khí quyển Philippines sử dụng một danh sách riêng để đặt tên cho các xoáy thuận nhiệt đới hình thành hoặc di chuyển vào khu vực mà họ theo dõi. PAGASA sẽ chỉ định tên cho bất kỳ áp thấp nhiệt đới trở lên hình thành hoặc di chuyển vào khu vực trách nhiệm của họ, và các danh sách được sử dụng lại với chu kỳ 4 năm/lần. Trong bảng dưới đây, những tên được đánh dấu màu xám có nghĩa là chưa sử dụng.
| Agaton               | Basyang                | Caloy                   | Dagul                  | Espada                  |
| Florita              | Gloria                 | Hambalos                | Inday                  | Juan                    |
| Kaka                 | Lagalag                | Milenyo                 | Neneng (chưa sử dụng)  | Ompong (chưa sử dụng)   |
| Paeng (chưa sử dụng) | Quadro (chưa sử dụng)  | Rapido (chưa sử dụng)   | Sibasib (chưa sử dụng) | Tagbanwa (chưa sử dụng) |
| Usman (chưa sử dụng) | Venus (chưa sử dụng)   | Wisik (chưa sử dụng)    | Yayang (chưa sử dụng)  | Zeny (chưa sử dụng)     |
| Tên phụ              |                        |                         |                        |                         |
| Agila (chưa sử dụng) | Bagwis (chưa sử dụng)  | Ciriaco (chưa sử dụng)  | Diego (chưa sử dụng)   | Elena (chưa sử dụng)    |
| Forte (chưa sử dụng) | Gunding (chưa sử dụng) | Hunyango (chưa sử dụng) | Itoy (chưa sử dụng)    | Jessa (chưa sử dụng)    |

### Tên bão bị khai tử
Những cái tên Chataan, Rusa, và Pongsona đã bị khai tử sau mùa bão. Các tên được chọn để thay thế tương ứng là Matmo, Nuri, và Noul.

### Số hiệu tại Việt Nam
Tại Việt Nam một cơn bão (đạt cường độ bão nhiệt đới trở lên) sẽ được đặt số hiệu khi nó đi vào khu vực thuộc phạm vi theo dõi của Trung tâm Dự báo Khí tượng Thủy văn Việt Nam được xác định trên Biển Đông phía Tây kinh tuyến 120°Đ và phía Bắc vĩ tuyến 10°B. Số hiệu của bão được đặt theo số thứ tự xuất hiện của nó trong năm.
Dưới đây là các cơn bão được Trung tâm Dự báo Khí tượng Thủy văn Việt Nam đặt số hiệu trong năm 2002:
| - Bão số 1 (Nakri) (đổ bộ phía Tây Đài Loan) - Bão số 2 (Kammuri), Bão số 3 (Vongfong), Bão số 4 (Hagupit), Bão số 5 (Mekkhala) đều đổ bộ miền Nam Trung Quốc. |

## Tác động mùa bão
Bảng dưới đây chỉ bao gồm những cơn bão được đặt tên, và tên do PAGASA đặt được để trong ngoặc đơn. Đối với các cơn bão di chuyển sang từ Trung tâm Thái Bình Dương, chỉ thống kê thông tin lúc chúng ở trên Tây Bắc Thái Bình Dương, và các cơn bão này được đánh dấu *.
| Tên bão            | Thời gian hoạt động     | Cấp độ cao nhất      | Sức gió duy trì          | Áp suất               | Khu vực tác động                                          | Tổn thất (USD) | Số người chết | Tham khảo                                        |
| ------------------ | ----------------------- | -------------------- | ------------------------ | --------------------- | --------------------------------------------------------- | -------------- | ------------- | ------------------------------------------------ |
| Tapah              | 10 – 14 tháng 1         | Bão nhiệt đới        | 75 km/giờ (45 dặm/giờ)   | 996 hPa (29,42 inHg)  | Philippines                                               | 0              | 0             | [ 121 ]                                          |
| Mitag (Basyang)    | 26 tháng 2 – 9 tháng 3  | Bão cuồng phong      | 175 km/giờ (110 dặm/giờ) | 930 hPa (27,47 inHg)  | Liên bang Micronesia, Palau                               | $150 triệu     | 2             | [ 20 ]                                           |
| (Caloy)            | 20 – 23 tháng 3         | Áp thấp nhiệt đới    | 55 km/h (35 mph)         | 1000 hPa (29,53 inHg) | Philippines                                               | $2,4 triệu     | 35            | [ 22 ]                                           |
| Hagibis            | 14 – 21 tháng 5         | Bão cuồng phong      | 175 km/giờ (110 dặm/giờ) | 935 hPa (27,61 inHg)  | Guam                                                      | 0              | 0             | [ 24 ]                                           |
| Noguri (Espada)    | 4 – 11 tháng 6          | Bão nhiệt đới dữ dội | 110 km/giờ (75 dặm/giờ)  | 975 hPa (28,80 inHg)  | Nhật Bản, Đài Loan                                        | $4 triệu       | 0             | [ 28 ]                                           |
| Rammasun (Florita) | 28 tháng 6 – 6 tháng 7  | Bão cuồng phong      | 155 km/giờ (100 dặm/giờ) | 945 hPa (27,90 inHg)  | Trung Quốc, Bán đảo Triều Tiên, Quần đảo Ryukyu, Đài Loan | $100 triệu     | 97            | [ 10 ] [ 14 ] [ 31 ] [ 35 ]                      |
| Chaatan (Gloria)   | 28 tháng 6 – 11 tháng 7 | Bão cuồng phong      | 175 km/giờ (110 dặm/giờ) | 930 hPa (27,46 inHg)  | Chuuk, Guam, Nhật Bản                                     | $660 triệu     | 54            | [ 41 ] [ 43 ]                                    |
| Halong (Inday)     | 6 – 16 tháng 7          | Bão cuồng phong      | 155 km/giờ (100 dặm/giờ) | 945 hPa (27,91 inHg)  | Guam, Philippines, Japan                                  | $89,8 triệu    | 10            | [ 46 ] [ 47 ] [ 48 ] [ 49 ] [ 50 ] [ 51 ] [ 52 ] |
| Nakri (Hambalos)   | 7 – 13 tháng 7          | Bão nhiệt đới dữ dội | 95 km/giờ (60 dặm/giờ)   | 983 hPa (29,00 inHg)  | Philippines, Trung Quốc, Đài Loan, Nhật Bản               | N/A            | 2             | [ 56 ]                                           |
| Fengshen           | 13 – 28 tháng 7         | Bão cuồng phong      | 185 km/giờ (115 dặm/giờ) | 920 hPa (27,17 inHg)  | Nhật Bản, Trung Quốc                                      | $4 triệu       | 5             | [ 60 ] [ 62 ] [ 63 ]                             |
| (Juan)             | 18 – 23 tháng 7         | Áp thấp nhiệt đới    | 55 km/giờ (35 dặm/giờ)   | 997 hPa (29,44 inHg)  | Philippines                                               | $240 nghìn     | 14            | [ 11 ] [ 22 ]                                    |
| Kalmaegi           | 20 – 21 tháng 7         | Bão nhiệt đới        | 65 km/giờ (40 dặm/giờ)   | 1003 hPa (29,62 inHg) |                                                           | 0              | 0             | [ 9 ]                                            |
| Fung-wong (Kaka)   | 18 – 27 tháng 7         | Bão cuồng phong      | 130 km/giờ (80 dặm/giờ)  | 960 hPa (28,35 inHg)  | Nhật Bản                                                  | 0              | 0             | [ 65 ]                                           |
| Kammuri (Lagalag)  | 2 - 7 tháng 8           | Bão nhiệt đới dữ dội | 100 km/giờ (65 dặm/giờ)  | 980 hPa (28,94 inHg)  | Trung Quốc                                                | $509 triệu     | 153           | [ 16 ] [ 17 ]                                    |
| Vongfong (Milenyo) | 10 - 20 tháng 8         | Bão nhiệt đới dữ dội | 100 km/giờ (65 dặm/giờ)  | 985 hPa (28,94 inHg)  | Philippines, Trung Quốc                                   | $89,3 triệu    | 47            | [ 17 ] [ 22 ] [ 78 ]                             |
| Phanfone           | 11 - 20 tháng 8         | Bão cuồng phong      | 155 km/giờ (100 dặm/giờ) | 940 hPa (28,35 inHg)  | Nhật Bản                                                  | 0              | 0             | [ 17 ]                                           |
| Rusa               | 22 tháng 8 - 1 tháng 9  | Bão cuồng phong      | 150 km/giờ (90 dặm/giờ)  | 950 hPa (28,35 inHg)  | Nhật Bản, Hàn Quốc, Triều Tiên                            | $4,2 tỷ        | 238           | [ 79 ] [ 80 ] [ 84 ] [ 86 ]                      |
| Sinlaku            | 27 tháng 8 - 9 tháng 9  | Bão cuồng phong      | 150 km/giờ (90 dặm/giờ)  | 950 hPa (28,35 inHg)  | Nhật Bản, Trung Quốc                                      | $723 triệu     | 30            | [ 17 ] [ 84 ] [ 89 ]                             |
| Ele*               | 30 tháng 8 - 10 tháng 9 | Bão cuồng phong      | 165 km/giờ (105 dặm/giờ) | 940 hPa (28,35 inHg)  |                                                           | 0              | 0             | [ 9 ]                                            |
| Hagupit            | 9 - 16 tháng 9          | Bão nhiệt đới        | 85 km/giờ (50 dặm/giờ)   | 990 hPa (29,23 inHg)  | Trung Quốc                                                | $32,5 triệu    | 25            | [ 94 ]                                           |
| Changmi            | 18 - 22 tháng 9         | Bão nhiệt đới        | 85 km/h (50 dặm/giờ)     | 985 hPa (29,23 inHg)  |                                                           | 0              | 0             | [ 9 ]                                            |
| Mekkhala           | 22 - 28 tháng 9         | Bão nhiệt đới        | 85 km/giờ (50 dặm/giờ)   | 990 hPa (29,23 inHg)  | Trung Quốc                                                | $103 triệu     | 0             | [ 94 ]                                           |
| Higos              | 26 tháng 9 – 2 tháng 10 | Bão cuồng phong      | 175 km/giờ (110 dặm/giờ) | 930 hPa (27,47 inHg)  | Nhật Bản, Primorsky Krai                                  | $2,14 tỷ       | 12            | [ 98 ] [ 101 ]                                   |
| Bavi               | 8 - 13 tháng 10         | Bão nhiệt đới dữ dội | 100 km/giờ (65 dặm/giờ)  | 985 hPa (28,94 inHg)  |                                                           | 0              | 0             | [ 9 ]                                            |
| Maysak             | 26 - 30 tháng 10        | Bão nhiệt đới dữ dội | 100 km/giờ (65 dặm/giờ)  | 980 hPa (28,94 inHg)  |                                                           | 0              | 0             | [ 9 ]                                            |
| Huko*              | 3 – 7 tháng 11          | Bão cuồng phong      | 140 km/giờ (85 dặm/giờ)  | 985 hPa (28,94 inHg)  |                                                           | 0              | 0             | [ 9 ]                                            |
| Haishen            | 20 – 25 tháng 11        | Bão cuồng phong      | 155 km/giờ (100 dặm/giờ) | 955 hPa (28,20 inHg)  |                                                           | 0              | 0             | [ 9 ]                                            |
| Pongsona           | 2 – 11 tháng 12         | Bão cuồng phong      | 140 km/giờ (85 dặm/giờ)  | 940 hPa (28,35 inHg)  | Guam, Quần đảo Bắc Mariana                                | $730 triệu     | 1             | [ 108 ] [ 109 ]                                  |
| Tổng tỷ số mùa bão |                         |                      |                          |                       |                                                           |                |               |                                                  |
| 28 XTNĐ            | 9 tháng 1 – 11 tháng 12 |                      | 185 km/giờ (115 dặm/giờ) | 920 hPa (27,17 inHg)  |                                                           | >9,54 tỷ       | 725           |                                                  |